# بخش ووجین
بخش ووجین (به لاتین: Wujin District) یک منطقهٔ مسکونی در چین است که در چانگژو واقع شده‌است. بخش ووجین ۱٬۰۶۶ کیلومتر مربع مساحت و ۱٬۴۵۰٬۰۰۰ نفر جمعیت دارد.